# Czyść
Czyść (biał. Чысць, ros. Чисть) – osiedle na Białorusi, w obwodzie mińskim, w rejonie mołodeczańskim, w sielsowiecie Czyść, którego jest siedzibą.
Znajduje się tu parafialna cerkiew prawosławna pw. św. Mikołaja Cudotwórcy.
Czyść powstał w latach 50. XX w. na miejscu błot o tej samej nazwie. Początkowo był osiedlem robotników zajmujących się wydobyciem torfu. Po osuszeniu torfowisk wydobywano glinę. W latach 80. powstała działająca do dziś fabryka materiałów budowlanych i dachówek.